# 쿠미구

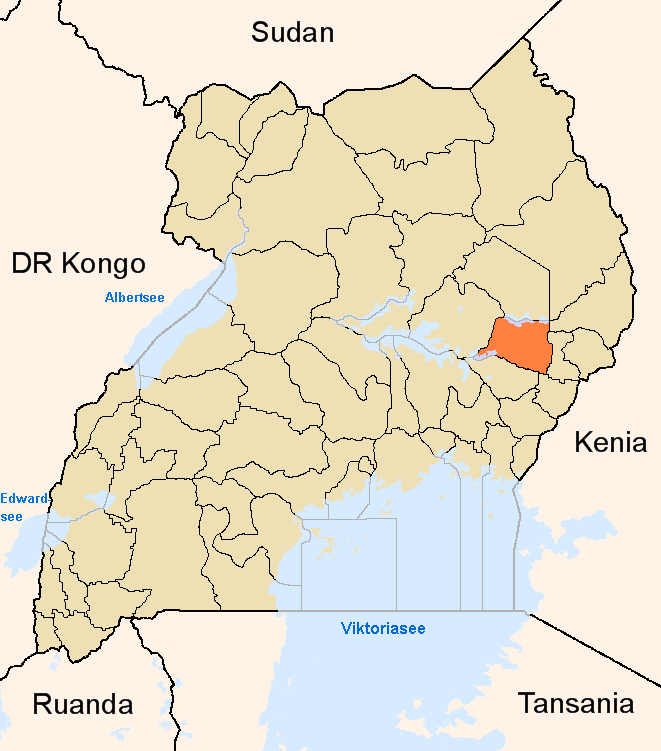
쿠미 구의 위치

쿠미구(Kumi)는 우간다 동부에 위치한 구로, 행정 중심지는 쿠미이며 면적은 1,771.74km2, 인구는 265,488명(2002년 인구 조사 기준)이다.
행정 구역상으로는 동부 주에 속하며 3개 군(부케데아 군, 쿠미 군, 응고라 군)을 관할한다. 서쪽과 북쪽으로는 소로티 구, 동쪽으로는 나카피리피리트 구, 남쪽으로는 팔리사 구와 접한다.

## 인구
| 연도 | Est. Pop. | ±%    |
| ---- | --------- | ----- |
| 2002 | 165,400   | —     |
| 2003 | 172,800   | +4.5% |
| 2004 | 180,600   | +4.5% |
| 2005 | 188,700   | +4.5% |

| 연도 | Est. Pop. | ±%    |
| ---- | --------- | ----- |
| 2006 | 197,200   | +4.5% |
| 2007 | 206,100   | +4.5% |
| 2008 | 215,400   | +4.5% |
| 2009 | 225,100   | +4.5% |

| 연도 | Est. Pop. | ±%    |
| ---- | --------- | ----- |
| 2010 | 235,200   | +4.5% |
| 2011 | 245,800   | +4.5% |

## 같이 보기
- 동부주 (우간다)
- 우간다의 행정 구역